# Zamba (Tanz)
Nicht zu verwechseln mit Zumba oder Samba
Zamba ist ein traditioneller Tanz aus Argentinien. Die Zamba unterscheidet sich stark von ihrem Homophon, der Samba – musikalisch, rhythmisch, in den Tanzschritten und in der Tracht. Sie hat sechs Schläge pro Takt und ist ein majestätischer Tanz, der von Paaren getanzt wird, die sich gegenseitig umkreisen und dabei sehr elegant mit weißen Tüchern winken. Sie hat gemeinsame Elemente mit der Cueca. Die Bombo legüero spielt eine wichtige Rolle bei der Zamba.

## Name und Ursprung
Der Name „Zamba“ bezieht sich auf eine koloniale Bezeichnung für Zambo (Menschen, die Nachkommen von Indianern und Afrikanern sind).

## Beschreibung
Die Zamba ist ein langsamer Tanz im Dreivierteltakt, der hauptsächlich von der Gitarre und dem Bombo legüero begleitet wird. Die Tanzschritte sind ein Gehschritt, ein Wechselschritt (zwei Schritte auf einmal) und ein Zehenspitzen-Wechselschritt oder „sobrepaso punteado“ (drei Schritte auf einmal). Auch wird für die Zamba ein Tuch benötigt.